# NGC 5550
NGC 5550 في الفهرس العام الجديد، هي مجرة، تقع في كوكبة العواء. اكتشفت في 4 أبريل 1831 بواسطة جون هيرشل.

## روابط خارجية
- NGC 5550 على موقع ويكي سكاي: DSS2, SDSS, GALEX, IRAS, Hydrogen α, X-Ray, Astrophoto, Sky Map, Articles and images